# Камінокава

36°26′21″ пн. ш. 139°54′36″ сх. д. / 36.43917° пн. ш. 139.91000° сх. д.
Камінока́ва (яп. 上三川町, かみのかわまち, МФА: [kamʲinokawa mat͡ɕi̥]) — містечко в Японії, в повіті Каваті префектури Тотіґі. Станом на 1 жовтня 2008 площа містечка становила 54,52 км². Станом на 1 січня 2009 населення містечка становило 31 879 осіб.